# Окопная катапульта Лича
Окопная катапульта Лича (англ. Leach Trench Catapult), также известная как Катапульта Лича-Гэмиджа (англ. Leach-Gamage Catapult) — британская катапульта времён Первой мировой войны, разработанная для метания гранат. Была рассчитана на метание снарядов массой 0,9 кг по высокой траектории в окопы противника. Хотя она называлась катапультой, в действительности принцип её работы был основан на работе арбалета и рогатки.

## Описание
Разработчиком окопной катапульты стал Клод Пембертон Лич. Британская катапульта была создана в ответ на немецкое метательное устройство Wurfmaschine, которое могло бросать ручную гранату на расстояние до 200 м. Рама орудия была выполнена в форме буквы Y с резиновыми канатами, перетянутыми через лебёдку и удерживаемые благодаря крюку, так что конструкция катапульты сочетала в себе элементы арбалета и рогатки. Все запчасти производились магазином «Gamages» в Центральном Лондоне, стоимость одной катапульты составляла 6 фунтов 17 шиллингов. На испытаниях катапульта Лича могла забросить мяч для гольфа на расстояние в 180 м, а мяч для крикета или гранату Миллса на 110—140 м. С новыми канатами двухцилиндровая граната или шарообразная граната No. 15 катапульта могла метать на расстояние до 180 м.
Первая катапульта была произведена в марте 1915 года; к октябрю было произведено более 150 единиц. По 20 были переданы каждой пехотной дивизии. Однако с конца 1915 года они были заменены на более совершенные, хотя и менее дальнобойные французские арбалеты Sauterelle, а с 1916 года им на замену пришли 2-дюймовый средний миномёт и миномёт Стокса, не уступавшие окопным катапультам в скорострельности, но превосходившие их по дальнобойности в несколько раз. Копии катапульты Лича, изготовленные Корпусом королевских инженеров, использовались в Галлиполийской кампании.

## См.также
- Пружинная катапульта Веста